# Aiguille Blanche de Peuterey
Aiguille Blanche de Peuterey – szczyt w Masywie Mont Blanc, grupie górskiej Mont Blanc. Leży w północnych Włoszech w regionie Dolina Aosty. Szczyt można zdobyć ze schronisk Bivacco Alberico e Brogna (3679 m), Rifugio Monzino (2590 m), Bivacco Piero Craveri (3490 m) i Bivouac de la Brenva (3060 m). 
Szczyt ma trzy wierzchołki:
- Pointe Güssfeldt (4112 m),
- Pointe Seymour King (4107 m),
- Pointe Jones (4104 m).

Pierwszego wejścia dokonali 31 lipca 1885 r. Henry Seymour King i przewodnicy Émile Rey, Ambros Supersaxo i Alois Andenmatten.